# Carl-Heinz Schmurr
Carl-Heinz Schmurr (* 28. Februar 1931 in Blumenau (Brasilien); † 2007 in Bremen) war ein Politiker aus Bremen (SPD) und Mitglied der Bremischen Bürgerschaft.

## Biografie
Schmurr war als Verwaltungsangestellter in Bremen tätig.

### Politik
Schmurr war Mitglied der SPD. Er war in den 1970/80er Jahren Mitglied im Bundesvorstandes der Arbeitsgemeinschaft für Arbeit (AfA). In seinem SPD-Ortsverein in Vegesack, im SPD-Unterbezirk-Nord und im SPD-Landesverband war er in verschiedenen Gremien aktiv, u. a. im Bremer Landesvorstand und später in der Landesschiedskommission sowie in der SPD-AG 60plus.
Von 1979 bis 1995 war er 16 Jahre lang Mitglied der Bremischen Bürgerschaft und in verschiedene Deputationen und Ausschüssen der Bürgerschaft tätig. Hier hatte er die Funktion eines wirtschafts- und energiepolitischer Sprecher der SPD-Fraktion. Von 1987 bis 1991 war er Vorsitzender des Energieausschusses der Bürgerschaft und von 1990 bis 1995 Stellvertretender Vorsitzender der SPD-Fraktion.

### Weitere Mitgliedschaften
Er war Mitglied im Bremer Rundfunkrat.

## Werke
- Werftenpolitik in Bremen nach 1945 – Eine Dokumentation der Debatten in der Bremischen Bürgerschaft. Hg.: Arbeiterkammer, Akademie für Arbeit und Politik an der Universität Bremen, Bremen 1996.